# Западний Семен Ізраїлевич
Западний (Кессельман) Семен Ізраїлевич (1899 , Одеса, Одеське градоначальництво, Російська імперія  — 5 лютого 1938 , Хабаровськ, Хабаровський край, РРФСР, СРСР ) — співробітник ЧК-ОГПУ-НКВД СРСР, Комісар державної безпеки 3-го рангу (29 грудня 1935 р.); один із засновників футбольного клубу «Динамо» (Київ).

## Ранні роки
Народився в 1899 році в Одесі в родині єврейського ремісника -шмуклера. Під час російсько-японської війни батько був мобілізований до армії, а мати померла, тимчасово виховувався у дядька та відпрацьовував прокормлення роботою по шмуклерській частині. Після повернення батька з армії поступив до приватного училища Рейзерова в Одесі де навчався до його закриття у 1907 р., потім був прийнятий до 1-го казенного єврейського училища в Одесі, по закінченню якого у 1913 році працював у майстерні батька та конторщиком у конторі Пайкіса в Одесі. Член РСДРП(б) з жовтня 1917 року. З 1917 року — рядовий Червоної гвардії сотні Харченко в Одесі, учасник радянського повстання в Одесі, а також боїв з військами Центральних держав, які окупували Україну — відступав до Харкова, був поранений під Барвенковим. Після лікування в Ростові, Саратові і Москві повернувся до Одеси, де працював у більшовицькому підпіллі (член Президії, секретар розвідки і контррозвідки Одеського підпільного комітету, начальник оперштабу).

## В органах
У квітні-серпні 1919 року — член Колегії Одеської ЧК, секретар Одеської ЧК, секретар секретного відділу Одеської ЧК, зааступник завідувача секретного відділу Одеської ЧК, після заняття Одеси ЗСПР — служив у Південній групі військ, у розвідці 45-ї і 58-ї стрілецьких дивізій. З кінця 1919 працював в ЧК в Москві. У листопаді-грудні 1919 р. працював у Волинській губ. ЧК. У грудні 1919 р. — березні 1920 р. — заступник завідувача секретного відділу Київської губ. ЧК. З 20 березня 1920 р. — завідувач Секретно-оперативного відділу Волинської губ. ЧК. З травня 1920 р. — заступник завідувача Катеринославською районною транспортною ЧК у Кривому Розі. З літа 1920 р. — завідувач Секретно-оперативного відділу та заступник голови Волинської губ. ЧК. З 17 липня по 5 серпня 1921 р. — голова Волинської губ. ЧК. З 14 вересня по 5 листопада 1921 р. — член Колегії Запорізької губ. ЧК. З 21 листопада 1921 р. — начальник Секретно-оперативної частини та заступник голови Харківської губ. ЧК. З 25 листопада 1922 р. — начальник Харківського місцевого відділу ДПУ. З 12 жовтня 1923 року — начальник Харківського міського відділу ДПУ і за сумісництвом заступник начальника Секретного відділу ДПУ УСРР. З 1 січня 1924 р. у резерві призначень ДПУ УСРР. З 29 січня 1924 року — помічник начальника Київського губернського відділу ГПУ, з 12 грудня 1925  року — начальник Київського окружного відділу ГПУ. З 28 липня 1928 року по 31 січня 1930 р. —  — начальник обліково-організаційного управління ГПУ при РНК Української РСР.
З січня 1930 року — заступник повпреда ОГПУ (з липня 1934 — начальника УНКВД) по Далекосхідному краю,
Заарештований 8 серпня 1937. Розстріляний у Хабаровську за вироком виїзної сесії ВКВС СРСР 5 лютого 1938.
Реабілітований посмертно 1980 року за відсутністю складу злочину.